# العلامة والختم
العلامة والختم: البحث عن تابوت العهد المفقود (بالإنجليزية: The Sign and The Seal)‏ هو كتاب كتبه المؤلف البريطاني غراهام هانكوك في العام 1992، يصف فيه المؤلف بحثه عن تابوت العهد، ويقترح نظرية للحركات التاريخية للسفينة، ومكان وجودها الحالي. وقد طُبِعَ الكتاب عشرات الطبعات، وبيع منه ملايين النسخ، لكنه تلقى مراجعات سلبية.

## الخلفية
نشر هانكوك، وهو مراسل سابق من شرق أفريقيا لجريدة "الإيكونوميست"، بنشر كتابه في العام 1992 ليناقش من خلاله نظرية أن تابوت العهد، قد تم وضعه في «كنيسة القديسة مريم من صهيون» في مدينة أكسوم، وهي مدينة قديمة في إثيوبيا. كما يعتقد المكتشف روبرت كورنوك من معهد B.A.S.A. أن تابوت العهد موجود الآن في أكسوم. لكن لم يجده أحد هناك حتى الآن. وبالمثل أيضًا يعتقد عالم الحفريات مايكل ساندرز أن التابوت مخبأ تحت معبد مصري قديم في قرية جهايره الفلسطينية، لكنه لم يجده هناك حتى الآن.[بحاجة لمصدر]

## نبذة عن العمل
يرى هانكوك أن التابوت قد نقل من هيكل سليمان في القدس من قبل كهنة المعابد في عهد الملك منسى ملك يهوذا حوالي 650 قبل الميلاد، ثم وضع حوالي 200 عام في معبد شيد في الفنتين بمصر قبل إزالته حوالي 470 قبل الميلاد إلى إثيوبيا عبر روافد نهر النيل، حيث تم الاحتفاظ بالتابوت في جزيرة تانا قرقوس اليهودية لحوالي ثمانمائة عام أخرى كمركز لجالية يهودية قوية هناك، قبل أن تضع الكنيسة الأرثوذكسية الإثيوبية يدها عليه في القرن الخامس، لتنقله إلى عاصمتهم أكسوم.
يفترض المؤلف أن تابوت العهد لا يزال في إثيوبيا حتى اليوم في كنيسة مريم سيدة صهيون. وتعتقد الكنيسة الإثيوبية أن الفلك موجود بالفعل في تلك الكنيسة، لكن على عكس الكتاب، تعتقد أنه أُحضر إلى إثيوبيا من قبل مينليك الأول، الذي سُرق من معبد سليمان في عهد الملك سليمان نفسه، قبل حوالي 200 عام من الأحداث التي اقترحها الكتاب.
يلحظ هانكوك أن الكأس المقدسة وتابوت العهد قد يكونان من بقايا الآثار القديمة نفسها، مستندًا بذلك على دراسة مقارنة لملحمة ألمانية لفرام فون إشنباخ بارزيفال، والملحمة الوطنية الإثيوبية كيبرا ناغاست، وأساطير القس يوحنا، وصور لكاتدرائية شارتر.
يشير هانكوك إلى أن فرسان الهيكل قد بحثوا عن تابوت العهد المفقود، من بين آثار أخرى، في موقع جبل الهيكل في القدس في القرن الثاني عشر. ويفترض أن ملكًا إثيوبيًا في المنفى (لاليبيلا) في القدس في القرن نفسه، قد أجرى اتصالات مع فرسان الهيكل. ويدعم هذا الادعاء بتراث العمارة في مدينة لاليبيلا التي بنيت في عهد الملك لاليبيلا، إذ تحظى كنيسة القديس جورج في لاليبيلا باهتمام خاص، فيما يتعلق بتطور العمارة القوطية.
الكنيسة الإثيوبية التي كانت تخشى على ما يبدو من فقدان تابوتها أمام بحث فرسان الهيكل، أرسلت مبعوثين في العام 1306 إلى البابا كليمنت الخامس؛ يزعم الكتاب أن خوف الكنيسة الكاثوليكية من حصول فرسان الهيكل على سلطة تابوت العهد، هو أحد الأسباب التي دفعت البابا كليمنت إلى مقاضاة فرسان الهيكل واعتقالهم في العام 1307.

## الإستقبال
تخطت مبيعات كتاب هانكوك ملايين النسخ، لكنه تلقى مراجعات سلبية من النقاد. فقد كتب جوناثان كيرش من صحيفة لوس أنجلوس تايمز: 
«إنه جزء من رحلة سفر، وجزء مغامرة حقيقية، وجزء من رواية الغموض. لكن في الغالب هو جرعة كبيرة من منحة دراسية للهواة مصحوبة بخيال متحمّس، ونوع من السرد يكون مفيدًا عند سرد قصص الأشباح حول نار المخيم».
وفي أسلوب متهكم يقول ديزموند رايان من «فيلادلفيا إنكوايرر»: 
«إذا قام هانكوك بأي تكهنات أكثر مما تنتشر في العديد من صفحات كتاب العلامة والختم، فسيتعين عليه الذهاب إلى العقارات». 
ويصف ريتشارد فورلونج الكتاب بأنه:
«قراءة جذابة تمامًا، تمت كتابتها بأسلوب سهل المتابعة، يصعب منافسته من قبل شخص مستغرق في مهمته. وأوصى به بشدة لمحبي المؤامرة».